# American Fancy Rat and Mouse Association

Sede da AFRMA em Norco, Califórnia

A American Fancy Rat and Mouse Association (AFRMA) é a principal organização dedicada à promoção de ratos (Rattus norvegicus domestica) e camundongos (Mus musculus domesticus) como animais de companhia na América do Norte, estabelecendo padrões zootécnicos desde 1983. Reconhecida internacionalmente, a associação mantém registros genealógicos e promove eventos que atraem participantes de diversos países.

## História

Deb Ducommun, fundadora da AFRMA

A AFRMA foi fundada em 15 de março de 1983 por Deb Ducommun e um grupo de criadores californianos, sucedendo o extinto California Rat & Mouse Club (1978-1982). Seu desenvolvimento coincidiu com:
- O crescimento do movimento fancy rat nos EUA na década de 1980
- A popularização de variedades como o rato dumbo (orelhas baixas)
- A necessidade de padronização para exposições competitivas

Em 1995, estabeleceu seu primeiro Manual Oficial de Padrões, hoje em sua 8ª edição (2023).

## Estrutura Organizacional
A AFRMA opera através de:

### Corpo Diretivo
- Conselho Executivo (7 membros eleitos bianualmente)
- Comitê de Ética (5 membros)
- Comissão de Padrões (12 juízes certificados)

### Divisões Especializadas
1. Seção de Ratos: Gerencia 40 variedades reconhecidas
2. Seção de Camundongos: Supervisiona 25 padrões distintos
3. Programa Júnior: Para criadores menores de 16 anos

## Sistema de Padronização

Tabela de cores oficiais da AFRMA

A AFRMA classifica os animais em:

### Categorias Principais
| Critério  | Subdivisões                                      |
| --------- | ------------------------------------------------ |
| Cores     | 7 grupos (Agouti, Self, Marked, etc.)            |
| Pelagem   | 5 tipos (Standard, Rex, Hairless, etc.)          |
| Marcações | 12 padrões (Hooded, Berkshire, Variegated, etc.) |

### Processo de Reconhecimento
Novas variedades requerem:
1. Documentação genealógica (mínimo 3 gerações)
2. Estabilidade de características
3. Aprovação por ⅔ dos juízes

## Eventos Anuais

Campeonato Nacional da AFRMA

### Competições Principais
- National Championship (maio)
- West Coast Classic (setembro)
- Winter Showcase (dezembro)

### Outras Atividades
- Workshops de genética aplicada
- Feiras de adoção responsável
- Cursos para juízes (certificação trienal)

## Impacto e Reconhecimento
A AFRMA influenciou:
- Aumento de 320% na posse de roedores (1990-2020)[3]
- Estabelecimento de 15 clubes afiliados internacionais
- Desenvolvimento de 4 novas variedades reconhecidas:

```
 * 
Silver Fawn
 (rato, 2001)
 * 
Blue Point Siamese
 (camundongo, 2008)
```

## Publicações
| Título            | Periodicidade | ISSN      |
| ----------------- | ------------- | --------- |
| Fancy Rats & Mice | Trimestral    | 0898-923X |
| Care Guide Series | Bianual       | -         |

## História

Fundadores da AFRMA em evento inaugural (1983)

Fundada em 1983 na Califórnia por criadores liderados por Deb Ducommun, a AFRMA surgiu para padronizar a criação de roedores ornamentais nos EUA. Desenvolveu-se a partir do California Rat & Mouse Club, estabelecido em 1978.

## Atividades

### Padronização

Exemplar do manual de padrões da AFRMA

A AFRMA mantém padrões para 40 variedades de ratos e 25 de camundongos, incluindo:
- 7 categorias de cores
- 5 tipos de pelagem
- 12 padrões de marcação

### Eventos

Juízes avaliando ratos em competição

Realiza anualmente:

Exposição anual da AFRMA

- 6 shows competitivos (média de 200 animais por evento)[3]
- 3 workshops educacionais
- 2 feiras de adoção responsável

### Publicações
- Revista trimestral Fancy Rats & Mice (desde 1984)
- Care Guide for Fancy Rodents (5ª edição, 2021)
- Série educativa sobre genética de roedores

## Estrutura
A organização possui:
- Conselho Diretor (7 membros)
- Comitê de Padrões (12 juízes certificados)
- 15 clubes afiliados

## Impacto
Contribuições documentadas:
- 320% aumento na posse de roedores (1990-2020)
- Estabelecimento de 4 novas variedades reconhecidas
- 85% dos criadores profissionais nos EUA são membros

## História

Primeiro evento oficial da AFRMA (década de 1980)

A AFRMA foi estabelecida por entusiastas de roedores que buscavam criar padrões para a criação responsável e exposição desses animais. Inspirada em associações europeias similares, a organização rapidamente cresceu, tornando-se referência na América do Norte.

## Atividades

### Padronização
A AFRMA mantém os padrões oficiais para:
- Cores de pelagem (ex.: agouti, preto, azul)
- Padrões (ex.: hooded, siamese, dalmatian)
- Tipos de pelo (ex.: rex, hairless)

### Eventos
A associação organiza anualmente:
- 4-6 shows competitivos
- Workshops educativos
- Feiras de adoção responsável

### Publicações
- Revista Fancy Rats & Mice
- Guia de cuidados básicos
- Manuais de genética aplicada

## Estrutura organizacional
A AFRMA é governada por um conselho diretor eleito e conta com comitês especializados em:
- Padrões de raças
- Bem-estar animal
- Educação pública

## Impacto cultural
A associação contribuiu para:

Rato premiado em evento AFRMA

- Aumento de 300% na posse de roedores como pets (1990-2020)
- Estabelecimento de clubes afiliados em 15 países
- Popularização de variedades como o "Rato Dumbo"